# Otto Speidel (Politiker)
Otto Speidel (* 1. Mai 1895 in Möckmühl; † 27. November 1957 in Stuttgart) war ein deutscher Geodät und Politiker (NSDAP). Er war der NSDAP-Kreisleiter von Neckarsulm und 1932 bis 1933 Abgeordneter im Landtag des freien Volksstaates Württemberg.

## Leben
Otto Speidel war der Sohn des Lehrers Christoph Speidel (1861–1924) und dessen Frau Maria Schmehl (1876–1902). Er hatte zwei Geschwister und drei Halbgeschwister, von denen eines früh verstarb. 1923 heiratete er Margarethe Heyde; die Ehe blieb kinderlos.
Speidel trat der NSDAP unter der Mitgliedsnummer 467567 bei. Er war Mitglied des Gemeinderats von Neuenstadt am Kocher und Neckarsulmer Kreisleiter der NSDAP. Am 24. April 1932 wurde er für die NSDAP im Wahlverband Heilbronn-Neckarsulm in den württembergischen Landtag gewählt, in dem er Mitglied des Steuerausschusses war. Dem 5. Landtag, der nicht gewählt, sondern auf Grundlage des Ergebnisses der Reichstagswahl vom 5. März 1933 gebildet wurde und nur ein einziges Mal zusammentrat, gehörte Speidel aufgrund seines 12. Platzes auf der NSDAP-Landesliste ebenfalls an. 1933 war er Staatskommissar für die Oberämter Neckarsulm und Brackenheim.
Speidel war als Oberamtsgeometer tätig. 1935 wurde er Oberregierungsrat beim Technischen Landesamt Württembergs, später war er zunächst Oberregierungsrat und dann als Personalreferent für den nichtjuristischen höheren Dienst Ministerialdirigent beim Reichsministerium des Innern sowie Leiter der Vertretung Württembergs beim Reich in Berlin.
Speidel wurde am 24. März 1936 zum stellvertretenden Vorsitzenden des Deutschen Vereins für Vermessungswesen (DVW) ernannt und blieb dies bis zur Ersetzung durch einen Notvorstand im Jahr 1946.

### Mitgliedschaften
Speidel war Mitglied des DVW.